# Calvário (Hendrik van Rijn)
O Calvário de Hendrik van Rijn ou Crucificação de Hendrik van Rijn é uma das primeiras pinturas de painéis sobreviventes produzidas nos Países Baixos. Está catalogado no número 519 no Museu Real de Belas Artes de Antuérpia.